# Każde życie jest cudem
Każde życie jest cudem (org. October Baby) – dramat filmowy produkcji amerykańskiej z 2011 roku w reżyserii  Andrew Erwina i Jona Erwina.
Film został zainspirowany życiem Gianny Jessen. W Polsce film można było zobaczyć w 2013 na pokazach organizowanych przez stowarzyszenie KoLiber.
Obraz został nagrodzony Grand Jury Prize podczas Red Rock Film Festival w Southern Utah w 2011. W czasie tego samego festiwalu, debiutująca w filmie aktorka, Rachel Hendrix otrzymała nagrodę specjalną.

## Fabuła
Opowieść o dziewczynie, która dowiaduje się o powodach swojego stanu psychicznego i innych zaburzeń zdrowotnych (padaczka, astma). Jej rodzice adoptowali ją, gdy była niemowlakiem, dzieckiem, które przeżyło aborcję. Dziewczyna wyrusza w podróż, by poznać okoliczności swoich narodzin. Film dotyka również problemu syndromu poaborcyjnego i przebaczenia.

## Obsada
- Rachel Hendrix − Hannah
- Jason Burkey − Jason
- John Schneider − Jacob
- Jasmine Guy − pielęgniarka Mary
- Robert Amaya − policjant
- Maria Atchison − sekretarka
- Joy Brunson − Danielle
- Rodney Clark − ksiądz
- Brian Gall − ochroniarz
- Carl Maguire − Lance
- Tracy Miller − oficer Mitchell
- Lance Nichols − doktor
- Jennifer Pric − Grace
- Shari Rigby − Cynthia
- Don Sandley − psychiatra
- Chris Sligh − B-Mac
- Austin Johnson − Trueman
- Colleen Trusler − Alanna